# Dove mi porta il cuore
Dove mi porta il cuore è il terzo album in studio del cantautore italiano Gigi D'Alessio, pubblicato il 25 febbraio 1994.

## Tracce
Testi di Vincenzo D'Agostino, Luigi D'Alessio, eccetto dove indicato, musiche di Gigi D'Alessio.
1. Sotto le lenzuola – 4:08
2. A riva 'e mare – 4:17
3. Non raccontarlo al tuo ragazzo – 4:06
4. Carmè (Luigi D'Alessio, Vincenzo D'Agostino, Luigi Giuliano) – 4:24
5. Un momento di crisi – 4:02
6. Addò me porta 'o core (Luigi D'Alessio, Vincenzo D'Agostino, Luigi Giuliano) – 4:01
7. Sconfitta d'amore – 4:29
8. E guaglione 'e Napule (Luigi D'Alessio, Vincenzo D'Agostino, Luigi Giuliano) – 4:53
9. Comme si fragile – 5:29
10. Na canzona nova – 5:02
11. Come in un film – 4:44

## Formazione
- Gigi D'Alessio – voce, fisarmonica, pianoforte, tastiera
- Riccardo Fioravanti – basso
- Lele Melotti – batteria
- Massimo Luca – chitarra acustica
- Maurizio Fiordiliso – chitarra
- Umberto Cimino – basso, programmazione
- Mario Vorraro – mandolino
- Alberto Capasso – chitarra
- Salvatore Sperinde – mandola
- Marco Zurzolo – flauto, sax
- Giovanna Russo, Lina Sorrentino, Maria D'Alessio – cori